# Claudius Mounier
Pour les articles homonymes, voir Mounier.
Claudius Mounier, né le 25 octobre 1909 à Saint-Étienne (Loire) et mort le 3 juin 1966 à Lyon, est un syndicaliste et homme politique français.

## Biographie
Claude Clément Mounier est le fils de Jeanne Marie Gagnaire, lingère, et Henri Joseph Mounier, tailleur d'habits. Employé aux mines des Houillères du bassin de la Loire de 1930 à son décès, il s'engage à la CFTC des mines en 1934. Il devient l'un des principaux représentants du syndicat dans la région stéphanoise, et sera désigné secrétaire départemental avant la guerre.
Proche de Georges Bidault, il rejoint le Mouvement républicain populaire dès ses débuts pour en devenir le secrétaire fédéral. Élu dans la Loire lors des élections constituantes du 21 octobre 1945, il rejoint la commission du travail et de la sécurité sociale, la commission supérieure des allocations familiales et la commission du ravitaillement. Ses travaux de député concernent notamment les questions des salaires, des jardins ouvriers et des allocations familiales.
Claudius Mounier occupe deux mandats locaux entre 1945 et 1965 : au conseil municipal de Saint-Étienne sous les mandats des maires Henri Muller, Alexandre de Fraissinette et Michel Durafour, notamment en tant qu'adjoint, et au conseil général de la Loire.
Marié à Anne Jeanne Eugénie Revollier en 1932, il est père de trois enfants. Claudius Mounier est titulaire de la Légion d'honneur. Un hommage lui est rendu dans sa ville natale avec la création de l'Espace Claudius Mounier en 1995.

## Détail des fonctions et des mandats
Mandat parlementaire
- 21 octobre 1945 - 10 juin 1946 : Député de la Loire